# تاريخ تشكيل المملكة المتحدة

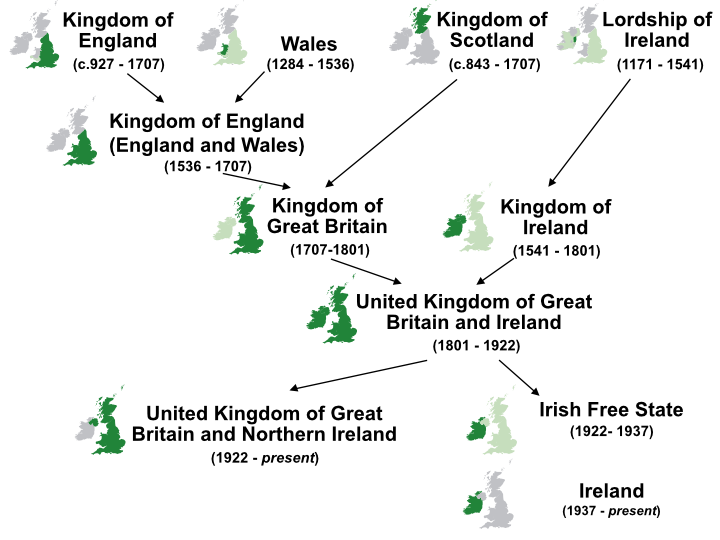

انطوى تشكيل المملكة المتحدة لبريطانيا العظمى وأيرلندا الشمالية على اتحاد شخصي وسياسي في مختلف أنحاء بريطانيا العظمى والجزر البريطانية الكبرى. تمثل المملكة المتحدة أحدث الدول ذات السيادة التي تأسست في بريطانيا العظمى عبر فترات مختلفة من التاريخ، وبتشكيلات مختلفة في إطار مجموعة متنوعة من الكيانات السياسية. أحصى نورمان ديفيز ست عشرة دولة مختلفة على مدى الـ 2000 عام الماضية.
بحلول بداية القرن السادس عشر، انخفض عدد الدول في بريطانيا العظمى إلى دولتين: مملكة إنجلترا (التي ضمت ويلز وسيطرت على أيرلندا) ومملكة اسكتلندا. خضعت إمارة ويلز المستقلة لسيطرة الملوك الإنجليز من النظام الأساسي لرودلان عام 1284. وحّد اتحاد التيجان في عام 1603، وهو نتيجة عرضية لزواج ملكي قبل مئة عام، الممالك في اتحاد شخصي، على الرغم من أن الاتحاد السياسي الكامل على هيئة مملكة بريطانيا العظمى تطلب إصدار معاهدة اتحاد في عام 1706 وقانون اتحاد عام 1707 (إقرار المعاهدة).
وحّد قانون الاتحاد لعام 1800 مملكة بريطانيا العظمى وأيرلندا، الذي خضع تدريجيًا للسيطرة الإنجليزية بين عامي 1541 و 1691، لتشكيل المملكة المتحدة لبريطانيا العظمى وأيرلندا الشمالية في عام 1801. تُبِع تقسيم جزيرة أيرلندا قبل عامين باستقلال الدولة الأيرلندية الحرة في عام 1922، مع بقاء ست من مقاطعات محافظة أولستر التسع تابعة للمملكة المتحدة، والتي تغير اسمها لاحقًا إلى المملكة المتحدة لبريطانيا العظمى وأيرلندا الشمالية في عام 1927.
في القرن العشرين، أدى نشوء القومية الويلزية والاسكتلندية وحل المشاكل في أيرلندا إلى إنشاء برلمانات ديمقراطية أو مجالس في أيرلندا الشمالية واسكتلندا وويلز.

## خلفية

### غزو إنجلترا لويلز
مرت الدولة الويلزية بالعديد من الصراعات الداخلية وتحالفات زواج الأسر الحاكمة، وأصبحت أكثر اتحادًا إلى أن أصبح أواين غوينيد (1100–1170) أول حاكم ويلزي يستخدم لقب أمير ويلز. بعد غزو إنجلترا، بدأ النورمان الطامعون في الأرض بإقحام أنفسهم في ويلش مارتشيز الضعيفة نسبيًا، فأقاموا عددًا من السيادات في الجزء الشرقي من البلاد والمناطق الحدودية. في رد على ذلك، بدأ الويلزيون الذين غلب عليهم الانقسام، وما يزالون يسيطرون على شمال ويلز وغربها، في الالتفاف حول زعماء مثل أواين غوينيد حفيد ليولين العظيم (1173–1240)، الذي اشتهر بتلقيب نفسه «أمير ويلز الشمالية». ألغى ليولين امتيازات الوثيقة العظمى في عام 1215 وتقدم عدد من لوردات ويلز بالولاء له في عام 1216 في مجلس أبرديفي، ليصبح أمير ويلز الأول. حصل حفيده، ليولين أب غروفود، على إقرار هنري الثالث بمنحه لقب أمير ويلز بموجب معاهدة مونتغمري في عام 1267. على الرغم من ذلك، تُوّجت سلسلة من النزاعات، بما في ذلك سجن إليانور زوجة ليولين وابنة سيمون دي مونتفورت، بالغزو الأول الذي قاده إدوارد الأول. بعد هزيمة عسكرية، أعادت معاهدة ابيركونوي تأكيد الولاء لليولين ملكًا على إنجلترا في عام 1277.
تمكن إدوارد الأول من الاستيلاء على ويلز بعد اندلاع تمرد آخر في عام 1282. عقب وفاة ليولين، استولى الملك على أراضيه وسلب العديد من الأمراء الحلفاء في شمال ويلز وغربها، وأنشأ إدوارد عبر تلك المنطقة مقاطعات أنغلزي، وكيرنارفونشير، وفيلينتشير، وميريونيثشير، وكارديغنشير، وكارمرثنشير. نصّب النظام الأساسي لرودلان إدوارد حاكمًا لويلز رسميًا بعد عامين على الرغم من استمرار تفعيل قانون ويلز. أصبح باقي الأمراء يحملون لقب لوردات المارتش. أصبح ابن إدوارد (إدوارد الثاني لاحقًا)، والمولود في ويلز أميرًا لها. ما تزال التقاليد المتمثلة بمنح لقب «أمير ويلز» لوريث العاهل البريطاني قائمة حتى يومنا هذا. بنى إدوارد سلسلة من القلاع الحجرية العظيمة للمساعدة على إحكام سيطرته.
في البداية، تمتع التاج بسيطرة غير مباشرة على معظم ويلز نظرًا لاستقلال لوردات المارتش (الذين يتولون حكم السيادات المستقلة في معظم البلاد) عن سيطرة التاج المباشرة. استُثني من ذلك أراضي إمارة ويلز في شمال البلاد وغربها، والتي كان الملك يحكمها شخصيًا (أو وريث التاج) ولكنها لم تُضَم إلى مملكة إنجلترا. مع ذلك، بين القرنين الثالث عشر والسادس عشر، استحوذ التاج تدريجيًا على معظم لوردات المارتش، غالبًا بالوراثة، حتى أصبحت جميع ويلز تقريبًا خاضعة لسيطرة التاج. مع ذلك، فإن ويلز بأكملها –أي الإمارة ولوردات المارتش التي يحكمها التاج ولوردات المارتش الخاضعة لسيطرة آخرين– بقيت خارج الهياكل القانونية والدستورية لمملكة إنجلترا.
لم يندلع أي تمرد كبير باستثناء الذي قاده أوين غليندور بعد قرن، والذي كان ضد هنري الرابع ملك إنجلترا. في عام 1404، تُوّج غليندور أميرًا لويلز بحضور مبعوثين من فرنسا وإسبانيا واسكتلندا، ومضى بعقد المجالس البرلمانية في عدة مدن ويلزية، بما في ذلك ماتشينليث. انهار التمرد في نهاية المطاف. توارى غليندور عن الأنظار في عام 1412، واستُعيد السلام إلى حد ما في ويلز بحلول عام 1415.
أُنهيت سلطة لوردات المارتش في عام 1535، وذلك بإتمام الاتحاد السياسي والإداري بين إنجلترا وويلز. ضم قانون ويلز لعام 1535 ويلز إلى إنجلترا ووسع القانون الإنجليزي ليشمل ويلز، وألغى سيادة لوردات المارتش وقسّم أراضيهم إلى مقاطعات بريكون ودينبي ومونماوث ومونتغمري ورادنور مع إضافة أجزاء إلى غلوسترشير وهيرفوردشير  وشروبشاير. (أُدرجت مونمومشير كليًا ضمن هيكل المحكمة في إنجلترا، لذا أُغفلت من القوانين اللاحقة في قانون ويلز لعام 1542، ما أدى إلى وجود التباس حول وضعها كجزء من إنجلترا أو ويلز). وسع القانون قانون إنجلترا ليشمل إنجلترا وويلز وجعل اللغة الإنجليزية اللغة الوحيدة المسموح بها للأغراض الرسمية. كان لذلك أثر على استحداث طبقة حاكمة ناطقة باللغة الإنجليزية في ويلز، في الوقت الذي كانت فيه الويلزية لغة الأغلبية العظمى. مُثّلت ويلز أيضًا في البرلمان في وستمنستر.

### الغزو الإنجليزي لأيرلندا
قُسّمت أيرلندا بحلول القرن الثاني عشر. مارس زعماء بعض الأسر الحاكمة الإقليمية السلطة والذين تنافسوا فيما بينهم على فرض السيادة على الجزيرة بالكامل. في عام 1155، أصدر البابا أدريان الرابع مرسوم لودابيليتر الباباوي الذي منح الملك النورماندي هنري الثاني ملك إنجلترا سيادة أيرلندا.  منح المرسوم هنري الحق في غزو أيرلندا سعيًا إلى إصلاح ممارسات الكنيسة. عندما نُفي ملك لينستر ديارمويد ماكمورروغ بالقوة من مملكته بأمر من الملك الجديد، رويدري ماك تايرديلباك يوا كونتشوبير، حصل على إذن من هنري الثاني ملك إنجلترا بالاستعانة بالقوات النورماندية لاستعادة مملكته. وصل النورمان إلى أيرلندا في عام 1169، واستعادوا لينستر في وقت قصير بقيادة ديرمايت، الذي عيّن صهره، ريتشارد دي كلير، وريثًا لمملكته. تسبب ذلك بانزعاج هنري، الذي خشي تأسيس دولة منافِسة للنورمان في أيرلندا.
بتفويض من المرسوم البابوي، وصل هنري مع أسطول كبير في عام 1171 وطالب بسيادة الجزيرة. أعقب ذلك إقرار معاهدة سلام في عام 1175، احتفظ بموجبها الملك الأيرلندي بأراضيه خارج لينستر، والتي ورثها هنري بعد وفاة ديرمايت ودي كلير المتوقعة. عندما خسر الملك السامي سلطته منح هنري أراضيه الأيرلندية لنجله الأصغر جون مع لقب لورد أيرلندا في عام 1185. عندما أصبح جون ملكًا لإنجلترا دون سابق إنذار، خضعت سيادة أيرلندا مباشرة لسيطرة التاج الإنجليزي. اندرج لقب لورد أيرلندا وملك إنجلترا في اتحاد شخصي. على مدار القرن الثالث عشر، تمثلت سياسة الملوك الإنجليز بإضعاف قوة اللوردات النورمان في أيرلندا.
عاودت القوة الغاليّة الظهور في الوقت الذي أنهكت فيه الهجمات المتمردة الموارد النورمانية. ساهمت السياسة والأحداث الواقعة في أيرلندا الغاليّة في جذب المستوطنين أكثر إلى مدار الأيرلنديين. عندما وصل الطاعون الأسود إلى أيرلندا في عام 1348، أُصيب به السكان الإنجليز والنورمان الذين يعيشون في المدن والقرى بصورة أكبر مقارنة بسكان أيرلندا الأصليين، الذين يعيشون في مستوطنات ريفية أكثر تشتتًا. هيمنت اللغة والعادات الأيرلندية الغاليّة على الريف مجددًا. تقلصت المنطقة الخاضعة لسيطرة اللغة الإنجليزية إلى بيل، وهي منطقة محصنة حول دبلن.
خارج بيل، تبنى اللوردات الأيرانديون النورمان اللغة والعادات الأيرلندية. ساندوا الأيرلنديين الأصليين على مدى القرون التالية في صراعات سياسية وعسكرية مع إنجلترا واستمروا في اعتناق الكاثوليكية عمومًا بعد الإصلاح. تزايدت مخاوف السلطات في بيل بشأن «الغاليّة» في أيرلندا لدرجة أنها أصدرت تشريعات خاصة تحظر على المنحدرين من أصل إنجليزي التحدث باللغة الأيرلندية أو ارتداء الملابس الأيرلندية أو الزواج من الأيرلنديين. نظرًا لتمتع الحكومة في دبلن بسلطة فعلية قليلة، لم يكن للنظام الأساسي تأثير كبير. بحلول نهاية القرن الخامس عشر، اختفت السلطة الإنجليزية الحاكمة في أيرلندا تقريبًا.
في عام 1532، انفصل هنري الثامن عن السلطة البابوية. بينما قبل الإنجليز والويلزيون والاسكتلنديون بالبروتستانتية، بقي الأيرلنديون معتنقين للكاثوليكية. كان لذلك أثر على علاقة أيرلندا بإنجلترا على مدى الأربعمئة عام القادمة منذ أن حاول الإنجليز إعادة احتلال أيرلندا واستعمارها لمنعها من أن تكون قاعدة للقوات الكاثوليكية التي حاولت الإطاحة بالمستوطنة البروتستانتية في إنجلترا.
في عام 1536، قرر هنري الثامن غزو أيرلندا وإخضاعها لسيطرة التاج كي لا تصبح الجزيرة قاعدة للثورات المستقبلية أوالغزوات الأجنبية لإنجلترا. في عام 1541، جرت ترقية أيرلندا من دولة ذات سيادة إلى مملكة كاملة. أُعلن هنري ملكًا لأيرلندا في اجتماع للبرلمان الأيرلندي. مع إنشاء مؤسسات الحكم، تلخصت الخطوة التالية ببسط سيطرة المملكة الإنجليزية لأيرلندا على كافة أراضيها المزعومة. اكتملت إعادة الغزو خلال عهد إليزابيث وجيمس الأول، عقب عدة صراعات دموية. مع ذلك، لم ينجح الإنجليز في تحويل الأيرلنديين الكاثوليك إلى الديانة البروتستانتية، وساهمت الأساليب الوحشية التي استخدمتها السلطة الملكية لتهدئة الأوضاع في زيادة الاستياء الشديد إزاء الحكم الإنجليزي في البلاد.
منذ منتصف القرن السادس عشر وحتى أوائل القرن السابع عشر، انتهجت حكومات التاج سياسة استعمار عُرفت بالمزارع. أُرسل البروتستانت الاسكتلنديين والإنجليز كمستوطنين إلى مقاطعات مونستر وأولستر ومقاطعتي ليش وأوفالي. شكّل هؤلاء المستوطنون، الذين حملوا هوية بروتستانتية بريطانية، الطبقة الحاكمة للإدارات البريطانية المستقبلية في أيرلندا. مارست سلسلة من القوانين الجنائية التمييز ضد جميع الديانات ما عدا الديانة الكنيسة (الأنجليكانية) القائمة في أيرلندا.